# Brittiska F3-mästerskapet
Brittiska F3-mästerskapet, British Formula Three Championship, är en nationell racingserie för formel 3 i Storbritannien. Serien rankas som en av världens tuffaste nationella mästerskap i konkurrens med den japanska.

## Mästare sedan 1980
| Säsong | Mästare            | Tvåa                | Trea                 |
| ------ | ------------------ | ------------------- | -------------------- |
| 1980   | Stefan Johansson   | Kenny Acheson       | Roberto Guerrero     |
| 1981   | Jonathan Palmer    | Thierry Tassin      | Raul Boesel          |
| 1982   | Tommy Byrne        | Enrique Mansilla    | Dave Scott           |
| 1983   | Ayrton Senna       | Martin Brundle      | Davy Jones           |
| 1984   | Johnny Dumfries    | Allen Berg          | Russell Spence       |
| 1985   | Mauricio Gugelmin  | Andy Wallace        | Russell Spence       |
| 1986   | Andy Wallace       | Maurizio Sala       | Martin Donnelly      |
| 1987   | Johnny Herbert     | Bertrand Gachot     | Martin Donnelly      |
| 1988   | JJ Lehto           | Gary Brabham        | Damon Hill           |
| 1989   | David Brabham      | Allan McNish        | Derek Higgins        |
| 1990   | Mika Häkkinen      | Mika Salo           | Steve Robertson      |
| 1991   | Rubens Barrichello | David Coulthard     | Gil de Ferran        |
| 1992   | Gil de Ferran      | Philippe Adams      | Kelvin Burt          |
| 1993   | Kelvin Burt        | Oliver Gavin        | Marc Goossens        |
| 1994   | Jan Magnussen      | Vincent Radermecker | Gareth Rees          |
| 1995   | Oliver Gavin       | Ralph Firman        | Hélio Castroneves    |
| 1996   | Ralph Firman       | Kurt Mollekens      | Jonny Kane           |
| 1997   | Jonny Kane         | Nicolas Minassian   | Peter Dumbreck       |
| 1998   | Mario Haberfeld    | Enrique Bernoldi    | Luciano Burti        |
| 1999   | Marc Hynes         | Luciano Burti       | Jenson Button        |
| 2000   | Antonio Pizzonia   | Tomas Scheckter     | Takuma Sato          |
| 2001   | Takuma Sato        | Anthony Davidson    | Derek Hayes          |
| 2002   | Robbie Kerr        | James Courtney      | Heikki Kovalainen    |
| 2003   | Alan van der Merwe | Jamie Green         | Nelson Piquet Jr.    |
| 2004   | Nelson Piquet Jr.  | Adam Carroll        | James Rossiter       |
| 2005   | Álvaro Parente     | Charlie Kimball     | Mike Conway          |
| 2006   | Mike Conway        | Oliver Jarvis       | Bruno Senna          |
| 2007   | Marko Asmer        | Maro Engel          | Stephen Jelley       |
| 2008   | Jaime Alguersuari  | Oliver Turvey       | Brendon Hartley      |
| 2009   | Daniel Ricciardo   | Walter Grubmüller   | Renger van der Zande |
| 2010   | Jean-Éric Vergne   | James Calado        | Oliver Webb          |
| 2011   | Felipe Nasr        | Kevin Magnussen     | Carlos Huertas       |
| 2012   | Jack Harvey        | Jazeman Jaafar      | Félix Serrallés      |
| 2013   | Jordan King        | Antonio Giovinazzi  | William Buller       |
| 2014   | Martin Cao         | Matt Rao            | Camren Kaminsky      |